# Administrativní dělení Jamajky

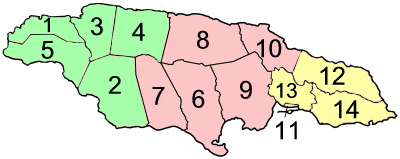
Jamajská hrabství:
Cornwall County,
Middlesex County,
Surrey County.
Farnosti jsou označeny číslicemi 1 až 14.

Jamajka je suverénní stát, který je členem Commonwealthu. Z územně-správního hlediska je rozdělena do 14 farností (anglicky „Parish“; jedná se o administrativní celky bez vazby na církevní struktury). Tyto farnosti jsou seskupeny do 3 hrabství (anglicky „County“), která však nemají rozhodovací pravomoci a slouží spíše ke statistickým účelům.

## Hrabství
- Cornwall County (hlavní město Montego Bay)
- Middlesex County (hlavní město Spanish Town)
- Surrey County (hlavní město Kingston)

## Farnosti
| Číslo na mapě | Farnost                | Správní středisko | Rozloha (km²) | Obyvatelstvo (2012) | Hustata zalidnění |
| ------------- | ---------------------- | ----------------- | ------------- | ------------------- | ----------------- |
| 1             | Hanover Parish         | Lucea             | 450           | 69 874              | 155               |
| 2             | Saint Elizabeth Parish | Black River       | 1212          | 150 993             | 125               |
| 3             | Saint James Parish     | Montego Bay       | 595           | 184 662             | 310               |
| 4             | Trelawny Parish        | Falmouth          | 875           | 75 558              | 86                |
| 5             | Westmoreland Parish    | Savanna-la-Mar    | 807           | 144 817             | 179               |
| 6             | Clarendon Parish       | May Pen           | 1196          | 246 322             | 206               |
| 7             | Manchester Parish      | Mandeville        | 830           | 190 812             | 230               |
| 8             | Saint Ann Parish       | Saint Ann's Bay   | 1213          | 173 232             | 143               |
| 9             | Saint Catherine Parish | Spanish Town      | 1192          | 518 345             | 435               |
| 10            | Saint Mary Parish      | Port Maria        | 611           | 114 227             | 187               |
| 11            | Kingston Parish        | Kingston          | 22            | 89 362              | 4062              |
| 12            | Portland Parish        | Port Antonio      | 814           | 80 205              | 101               |
| 13            | Saint Andrew Parish    | Half Way Tree     | 431           | 576 679             | 1338              |
| 14            | Saint Thomas Parish    | Morant Bay        | 743           | 94 410              | 127               |
|               | Jamajka                | Kingston          | 10 991        | 2 711 476           | 247               |